# Institut Americà d'Enginyers Químics
L'Institut americà d'Enginyers Químics (AIChE) és una organització professional creada l'any 1908 amb el propòsit d'establir l'enginyeria química com una professió independent de químics i enginyers mecànics. Compta amb vora 45.000 membres de 100 països de tot el món.

## Estructuració de l'organització

### Fòrums i divisions tècniques
Les divisions i els fòrums proporcionen informació tècnica, així com premis i reconeixement a enginyers químics segons la seva àrea de treball:
- Divisió de Catàlisi i Enginyeria de Reacció (Catalysis and Reaction Engineering Division - CRE)
- Ciència Molecular Computacional i Fòrum d'Enginyeria (Computational Molecular Science & Engineering Forum - CoMSEF)
- Divisió de Computació i Tecnologia de Sistemes (Computing & Systems Technology Division - CAST)
- Divisió d'educació (Divisió d'Educació - EDU)
- Divisió mediambiental (Environmental Division - ENV)
- Divisió d'Alimentació, Farmacèutica i Bioenginyeria (Food, Pharmaceutical & Bioengineering Division  - FP&BE)
- Divisió de Productes Forestals (Forest Products Division - FP)
- Divisió de Combustibles i Productes petroquímics (Fuels & Petrochemicals Division - F&P)
- Divisió d'Enginyeria de materials i Ciències (Materials Engineering & Sciences Division - MESD)
- Fòrum d'Enginyeria de la Ciència a Nanoescala (Nanoscale Science Engineering Forum - NSEF)
- North American Mixing Forum (NAMF)
- Divisió d'Enginyeria nuclear (Nuclear Engineering Division - NE)
- Fòrum de la Tecnologia de Partícules (Particle Technology Forum - PTF)
- Divisió de Desenvolupament de Processos (Process Development Division - PD)
- Divisió de Seguretat i Salut (Safety & Health Division - S&H)
- Divisió de Separacions (Separations Division -SEP)
- Fòrum d'Enginyeria sostenible (Sustainable Engineering Forum - SEF)
- Divisió de Transport i Processos d'Energia (Transport and Energy Processes Division - TEP)

### Graus d'afiliació
L'AIChE té quatre graus d'afiliació (del grau més alt al més baix):
- Fellow
- Membre sènior
- Membre
- Membre estudiant

## Publicacions
- Chemical Engineering Progress (CEP): revista mensual que proporciona informació tècnica i professional.
- AIChE Journal: revista mensual revisada que cobreix novetats en la recerca de l'enginyeria química i camps científics relacionats.
- Process Safety Progress: publicació trimestral sobre assumptes de seguretat.
- Environmntal Progress: publicació trimestral que cobreix temes mediambientals i controls mediambientals governamentals.
- Biotechnology Progress: revista revisada que es publica cada dos mesos i cobreix en profunditat informes de recerca i revisions en els camps biomolecular, biomèdic i dels bioprocessaments.